# Golden Globe per il miglior attore in una serie commedia o musicale
Il Golden Globe per il miglior attore in una serie commedia o musicale viene assegnato al miglior attore di una serie televisiva commedia o musicale dalla HFPA (Hollywood Foreign Press Association). È stato assegnato per la prima volta nel 1970.

## Vincitori e candidati
L'elenco mostra il vincitore di ogni anno, seguito dagli attori che hanno ricevuto una nomination. Per ogni attore viene indicata la serie televisiva che gli ha valso la nomination (titolo italiano e titolo originale tra parentesi).

### 1970
- 1970
  - Dan Dailey - The Governor & J.J.
  - Glen Campbell - The Glen Campbell Goodtime Hour
  - Tom Jones - This Is Tom Jones
  - Dean Martin - The Dean Martin Show
  - Jim Nabors - The Jim Nabors Hour
- 1971
  - Flip Wilson - The Flip Wilson Show
  - Herschel Bernardi - Arnie
  - David Frost - The David Frost Show
  - Merv Griffin - The Merv Griffin Show
  - Danny Thomas - Make Room for Granddaddy
- 1972
  - Carroll O'Connor - Arcibaldo (All in the Family)
  - Herschel Bernardi - Arnie
  - Jack Klugman - La strana coppia (The Odd Couple)
  - Dick Van Dyke - The New Dick Van Dyke Show
  - Flip Wilson - The Flip Wilson Show
- 1973
  - Redd Foxx - Sanford and son
  - Alan Alda - M*A*S*H
  - Bill Cosby - The New Bill Cosby Show
  - Paul Lynde - The Paul Lynde Show
  - Carroll O'Connor - Arcibaldo (All in the Family)
  - Flip Wilson - The Flip Wilson Show
- 1974
  - Jack Klugman - La strana coppia (The Odd Couple)
  - Alan Alda - M*A*S*H
  - Dom DeLuise - Lotsa Luck
  - Redd Foxx - Sanford and son
  - Carroll O'Connor - Arcibaldo (All in the Family)
- 1975
  - Alan Alda - M*A*S*H
  - Edward Asner - Mary Tyler Moore (The Mary Tyler Moore Show)
  - Redd Foxx - Sanford and son
  - Bob Newhart - The Bob Newhart Show
  - Carroll O'Connor - Arcibaldo (All in the Family)
- 1976
  - Alan Alda - M*A*S*H
  - Johnny Carson - The Tonight Show Starring Johnny Carson
  - Redd Foxx - Sanford and son
  - Hal Linden - Barney Miller
  - Bob Newhart - The Bob Newhart Show
  - Carroll O'Connor - Arcibaldo (All in the Family)
- 1977
  - Henry Winkler - Happy Days
  - Alan Alda - M*A*S*H
  - Michael Constantine - Sirota's Court
  - Sammy Davis Jr. - Sammy and Company
  - Hal Linden - Barney Miller
  - Freddie Prinze - Chico (Chico and the Man)
  - Tony Randall - L'impareggiabile giudice Franklin (The Tony Randall Show)
- 1978
  - Henry Winkler - Happy Days
  - Ron Howard - Happy Days
  - Alan Alda - M*A*S*H
  - Hal Linden - Barney Miller
  - Carroll O'Connor - Arcibaldo (All in the Family)
- 1979
  - Robin Williams - Mork & Mindy
  - Alan Alda - M*A*S*H
  - Judd Hirsch - Taxi
  - Gavin MacLeod - Love Boat (The Love Boat)
  - John Ritter - Tre cuori in affitto (Three's Company)

### 1980
- 1980
  - Alan Alda - M*A*S*H
  - Judd Hirsch - Taxi
  - Wilfrid Hyde-White - I novellini (The Associates)
  - John Ritter - Tre cuori in affitto (Three's Company)
  - Robin Williams - Mork & Mindy
- 1981
  - Alan Alda - M*A*S*H
  - Judd Hirsch - Taxi
  - Hal Linden - Barney Miller
  - Gavin MacLeod - Love Boat (The Love Boat)
  - Wayne Rogers - Visite a domicilio (House Calls)
- 1982
  - Alan Alda - M*A*S*H
  - James Garner - Bret Maverick
  - Judd Hirsch - Taxi
  - Gavin MacLeod - Love Boat (The Love Boat)
  - Tony Randall - Con affetto, tuo Sidney (Love, Sidney)
- 1983
  - Alan Alda - M*A*S*H
  - Robert Guillaume - Benson
  - Judd Hirsch - Taxi (Taxi)
  - Bob Newhart - Bravo Dick (Newhart)
  - Tony Randall - Con affetto, tuo Sidney (Love, Sidney)
- 1984
  - John Ritter - Tre cuori in affitto (Three's Company)
  - Dabney Coleman - Buffalo Bill
  - Ted Danson - Cin cin (Cheers)
  - Robert Guillaume - Benson
  - Bob Newhart - Bravo Dick (Newhart)
- 1985
  - Bill Cosby - I Robinson (The Cosby Show)
  - Ted Danson - Cin cin (Cheers)
  - Robert Guillaume - Benson
  - Sherman Hemsley - I Jefferson (The Jeffersons)
  - Bob Newhart - Bravo Dick (Newhart)
- 1986
  - Bill Cosby - I Robinson (The Cosby Show)
  - Tony Danza - Casalingo Superpiù (Who's the Boss?)
  - Michael J. Fox - Casa Keaton (Family Ties)
  - Bob Newhart - Bravo Dick (Newhart)
  - Bruce Willis - Moonlighting
- 1987
  - Bruce Willis - Moonlighting
  - Bill Cosby - I Robinson (The Cosby Show)
  - Ted Danson - Cin cin (Cheers)
  - Tony Danza - Casalingo Superpiù (Who's the Boss?)
  - Michael J. Fox - Casa Keaton (Family Ties)
- 1988
  - Dabney Coleman - The Slap Maxwell Story
  - Michael J. Fox - Casa Keaton (Family Ties)
  - John Ritter - Hooperman
  - Alan Thicke - Genitori in blue jeans (Growing Pains)
  - Bruce Willis - Moonlighting
- 1989
  - Michael J. Fox - Casa Keaton (Family Ties)
  - Judd Hirsch - Caro John (Dear John)
  - Richard Mulligan - Il cane di papà (Empty Nest)
  - Ted Danson - Cin cin (Cheers)
  - Tony Danza - Casalingo Superpiù (Who's the Boss?)
  - John Goodman - Pappa e ciccia (Roseanne)

### 1990
- 1990
  - Ted Danson - Cin cin (Cheers)
  - John Goodman - Pappa e ciccia (Roseanne)
  - Judd Hirsch - Caro John (Dear John)
  - Richard Mulligan - Il cane di papà (Empty Nest)
  - Fred Savage - Blue Jeans (The Wonder Years)
- 1991
  - Ted Danson - Cin cin (Cheers)
  - John Goodman - Pappa e ciccia (Roseanne)
  - Richard Mulligan - Il cane di papà (Empty Nest)
  - Burt Reynolds - Evening Shade
  - Fred Savage - Blue Jeans (The Wonder Years)
- 1992
  - Burt Reynolds - Evening Shade
  - Ted Danson - Cin cin (Cheers)
  - Neil Patrick Harris - Doogie Howser (Doogie Howser, M.D.)
  - Ed O'Neill - Sposati... con figli (Married with Children)
  - Craig T. Nelson - Coach
- 1993
  - John Goodman - Pappa e ciccia (Roseanne)
  - Tim Allen - Quell'uragano di papà (Home Improvement)
  - Ted Danson - Cin cin (Cheers)
  - Craig T. Nelson - Coach
  - Ed O'Neill - Sposati... con figli (Married with Children)
  - Burt Reynolds - Evening Shade
  - Will Smith - Willy, il principe di Bel-Air (The Fresh Prince of Bel-Air)
- 1994
  - Jerry Seinfeld - Seinfeld
  - Tim Allen - Quell'uragano di papà (Home Improvement)
  - Kelsey Grammer - Frasier
  - Craig T. Nelson - Coach
  - Will Smith - Willy, il principe di Bel-Air (The Fresh Prince of Bel-Air)
- 1995
  - Tim Allen - Quell'uragano di papà (Home Improvement)
  - Kelsey Grammer - Frasier
  - Craig T. Nelson - Coach
  - Paul Reiser - Innamorati pazzi (Mad About You)
  - Jerry Seinfeld - Seinfeld
  - Garry Shandling - The Larry Sanders Show
- 1996
  - Kelsey Grammer - Frasier
  - Tim Allen - Quell'uragano di papà (Home Improvement)
  - Paul Reiser - Innamorati pazzi (Mad About You)
  - Jerry Seinfeld - Seinfeld
  - Garry Shandling - The Larry Sanders Show
- 1997
  - John Lithgow - Una famiglia del terzo tipo (3rd Rock from the Sun)
  - Tim Allen - Quell'uragano di papà (Home Improvement)
  - Michael J. Fox - Spin City
  - Kelsey Grammer - Frasier
  - Paul Reiser - Innamorati pazzi (Mad About You)
- 1998
  - Michael J. Fox - Spin City
  - Kelsey Grammer - Frasier
  - John Lithgow - Una famiglia del terzo tipo (3rd Rock from the Sun)
  - Paul Reiser - Innamorati pazzi (Mad About You)
  - Jerry Seinfeld - Seinfeld
- 1999
  - Michael J. Fox - Spin City
  - Thomas Gibson - Dharma & Greg
  - Kelsey Grammer - Frasier
  - John Lithgow - Una famiglia del terzo tipo (3rd Rock from the Sun)
  - George Segal - Just Shoot Me!

### 2000
- 2000
  - Michael J. Fox - Spin City
  - Thomas Gibson - Dharma & Greg
  - Eric McCormack - Will & Grace
  - Ray Romano - Tutti amano Raymond (Everybody Loves Raymond)
  - George Segal - Just Shoot Me!
- 2001
  - Kelsey Grammer - Frasier
  - Ted Danson - Becker
  - Eric McCormack - Will & Grace
  - Frankie Muniz - Malcolm (Malcolm in the Middle)
  - Ray Romano - Tutti amano Raymond (Everybody Loves Raymond)
- 2002
  - Charlie Sheen - Spin City
  - Thomas Cavanagh - Ed
  - Kelsey Grammer - Frasier
  - Eric McCormack - Will & Grace
  - Frankie Muniz - Malcolm (Malcolm in the Middle)
- 2003
  - Tony Shalhoub - Detective Monk (Monk)
  - Larry David - Curb Your Enthusiasm
  - Matt LeBlanc - Friends
  - Bernie Mac - The Bernie Mac Show
  - Eric McCormack - Will & Grace
- 2004
  - Ricky Gervais - The Office
  - Matt LeBlanc - Friends
  - Bernie Mac - The Bernie Mac Show
  - Eric McCormack - Will & Grace
  - Tony Shalhoub - Detective Monk (Monk)
- 2005
  - Jason Bateman - Arrested Development - Ti presento i miei (Arrested Development)
  - Zach Braff - Scrubs - Medici ai primi ferri (Scrubs)
  - Larry David - Curb Your Enthusiasm
  - Matt LeBlanc - Joey
  - Tony Shalhoub - Detective Monk (Monk)
  - Charlie Sheen - Due uomini e mezzo (Two and a Half Men)
- 2006
  - Steve Carell - The Office
  - Zach Braff - Scrubs - Medici ai primi ferri (Scrubs)
  - Larry David - Curb Your Enthusiasm
  - Jason Lee - My Name Is Earl
  - Charlie Sheen - Due uomini e mezzo (Two and a Half Men)
- 2007
  - Alec Baldwin - 30 Rock
  - Zach Braff - Scrubs - Medici ai primi ferri (Scrubs)
  - Steve Carell - The Office
  - Jason Lee - My Name Is Earl
  - Tony Shalhoub - Detective Monk (Monk)
- 2008
  - David Duchovny - Californication
  - Alec Baldwin - 30 Rock
  - Steve Carell - The Office
  - Lee Pace - Pushing Daisies
  - Ricky Gervais - Extras
- 2009
  - Alec Baldwin - 30 Rock
  - Steve Carell - The Office
  - Kevin Connolly - Entourage
  - David Duchovny - Californication
  - Tony Shalhoub - Detective Monk (Monk)

### 2010
- 2010
  - Alec Baldwin - 30 Rock
  - Steve Carell - The Office
  - David Duchovny - Californication
  - Thomas Jane - Hung - Ragazzo squillo (Hung)
  - Matthew Morrison - Glee
- 2011
  - Jim Parsons - The Big Bang Theory
  - Alec Baldwin - 30 Rock
  - Steve Carell - The Office
  - Thomas Jane - Hung - Ragazzo squillo (Hung)
  - Matthew Morrison - Glee
- 2012
  - Matt LeBlanc - Episodes
  - Alec Baldwin - 30 Rock
  - David Duchovny - Californication
  - Johnny Galecki - The Big Bang Theory
  - Thomas Jane - Hung - Ragazzo squillo (Hung)
- 2013
  - Don Cheadle - House of Lies
  - Alec Baldwin - 30 Rock
  - Louis C.K. - Louie
  - Matt LeBlanc - Episodes
  - Jim Parsons - The Big Bang Theory
- 2014
  - Andy Samberg - Brooklyn Nine-Nine
  - Jason Bateman - Arrested Development - Ti presento i miei (Arrested Development)
  - Don Cheadle - House of Lies
  - Michael J. Fox - The Michael J. Fox Show
  - Jim Parsons - The Big Bang Theory
- 2015
  - Jeffrey Tambor - Transparent
  - Louis C.K. - Louie
  - Don Cheadle - House of Lies
  - Ricky Gervais - Derek
  - William H. Macy - Shameless
- 2016
  - Gael García Bernal - Mozart in the Jungle
  - Aziz Ansari - Master of None
  - Rob Lowe - The Grinder
  - Patrick Stewart - Blunt Talk
  - Jeffrey Tambor - Transparent
- 2017
  - Donald Glover - Atlanta
  - Anthony Anderson - Black-ish
  - Gael García Bernal - Mozart in the Jungle
  - Nick Nolte - Graves
  - Jeffrey Tambor - Transparent
- 2018
  - Aziz Ansari - Master of None
  - Anthony Anderson - Black-ish
  - Kevin Bacon - I Love Dick
  - William H. Macy - Shameless
  - Eric McCormack - Will & Grace
- 2019
  - Michael Douglas - Il metodo Kominsky (The Kominsky Method)
  - Sacha Baron Cohen - Who Is America?
  - Jim Carrey - Kidding - Il fantastico mondo di Mr. Pickles (Kidding)
  - Donald Glover - Atlanta
  - Bill Hader - Barry

### 2020
- 2020
  - Ramy Youssef - Ramy
  - Michael Douglas - Il metodo Kominsky (The Kominsky Method)
  - Bill Hader - Barry
  - Ben Platt - The Politician
  - Paul Rudd - Living with Yourself
- 2021[1]
  - Jason Sudeikis - Ted Lasso
  - Don Cheadle - Black Monday
  - Nicholas Hoult - The Great
  - Eugene Levy - Schitt's Creek
  - Ramy Youssef - Ramy
- 2022[2]
  - Jason Sudeikis - Ted Lasso
  - Anthony Anderson - Black-ish
  - Nicholas Hoult - The Great
  - Steve Martin - Only Murders in the Building
  - Martin Short - Only Murders in the Building
- 2023
  - Jeremy Allen White - The Bear
  - Donald Glover - Atlanta
  - Bill Hader - Barry
  - Steve Martin - Only Murders in the Building
  - Martin Short - Only Murders in the Building
- 2024
  - Jeremy Allen White – The Bear
  - Bill Hader – Barry
  - Steve Martin – Only Murders in the Building
  - Jason Segel – Shrinking
  - Martin Short – Only Murders in the Building
  - Jason Sudeikis – Ted Lasso
- 2025[3]
  - Jeremy Allen White – The Bear
  - Adam Brody – Nobody Wants This
  - Ted Danson – A Man on the Inside
  - Steve Martin – Only Murders in the Building
  - Jason Segel – Shrinking
  - Martin Short – Only Murders in the Building